# Eventbureau
Eventbureau er betegnelse for et firma, der mod betaling arrangerer og afholder en begivenhed
Det kan være fester, teambuilding, murder mystery, konferencer, premierer, offentlige begivenheder, koncerter eller produktlanceringer.
| Firma | Spire Denne artikel om et firma eller en virksomhed er en spire som bør udbygges. Du er velkommen til at hjælpe Wikipedia ved at udvide den. |